# Luți, Șîșakî
Luți (în ucraineană Луці) este un sat în comuna Sahaidak din raionul Șîșakî, regiunea Poltava, Ucraina.

## Demografie
Componența lingvistică a localității Luți
     Ucraineană (100%)
Conform recensământului din 2001, toată populația localității Luți era vorbitoare de ucraineană (100%).